# ママ・トラブル
『ママ♥トラブル』（ままとらぶる）はこはら裕子の漫画作品。小学館発行の少女漫画『ちゃお』に連載された。略称「ママ♥トラ」。

## 概要
『ちゃお』2006年5月号から9月号にかけて連載された、こはら裕子の第3作目となる連載作。キャラクターの名前はほとんど、果物からとっている。単行本はちゃおコミックスより発行。こはらの通算4冊目となり、表題作他、読切作品「私だけの王子さま」及び「学園☆キッズ」（楽園★キッズの番外編）2作を収録している。
5人の子供たちとの交流を通じ、主人公が家族の大切さに気付いていくというストーリー。
連載2回目に急病により、こはらが6月号の原稿を落とす事態が発生（代替としていわおかめめ、明野みる、牧原若菜、浦本直見によるショートストーリーや4コマ漫画が掲載された）。これにより、子供たちの中の2人である「ぱいん」と「みかん」に関するエピソードが削られてしまった。

## あらすじ
母親は幼い頃に家を飛び出し、父親も海外に長期出張しているため、1人で生活することの多かった主人公・りんご。ある日そんなりんごの元に、突如家を出て行ったはずの母・花が現れ、5人の子供たちを預かって欲しいと頼みに来た。それだけ言うと花は再び家を飛び出し、残されたりんごは母親代わりとして、子供たちの面倒を見ることになったのだが……？

## 登場人物など
木実りんご（きのみ りんご）
主人公。元気いっぱいの高校1年生。常に前向きで、曲がったことが許せない性格。ただ人に心配されることを嫌うあまり、苦しくても涙を見せずに強がってしまうところがある。同じ学校の颯に恋心を抱いているが、なかなか振り向いてはもらえない。また毎日作っているにもかかわらず、料理の腕は一向に上がらない。母親の花は12年前に家を飛び出し、海外出張の続く父親ともインターネットで毎日顔を合わせてはいるものの、実質的には長らく1人で暮らすことが多かった。しかしある日、突然家に帰ってきた花から5人の子供たちを預かって欲しいと頼まれ、その日を境にりんごの平凡な毎日は一変していく。
木実 花（きのみ はな）
りんごの母親。ひょうきんでお調子者なところがある。かつて「ざくろの家」を運営するために、周囲の反対を押し切って家を出て行ったが、りんごが高校生となった年にひょっこり家に戻り、5人の子供たちを託すと再び「ざくろの家」のために家を出て行った。
きうい
小学6年生。5人の子供たちの中では最年長ということもあってか、年の割にしっかりとしていて大人びた態度を見せ、計算高い一面も持つ。感情を表に出さない性格だが、そうなった経緯には過去に起こった、颯とのいざこざが関係している。
もも
小学3年生。声が小さく、人一倍臆病な性格で泣き虫であることからいじめの対象になってしまうことも。家族以外の人間と接触することを極度に怖がり、すぐに物陰に隠れてしまう。
ぱいん・みかん
双子の幼稚園児。共に純粋な性格でいたずらっ子。顔が非常に似ているため、一見しただけでは見分けがつかないが、ぱいんが男の子でみかんが女の子である。
いちご
1歳の乳児。頭につけられた大きなリボンはかつて本当の母親によってつけられたもので、外すと大声で泣いてしまう。
颯（そう）
りんごが密かに想いを寄せる青年。りんごからは「颯先輩」と呼ばれている。クールな性格ながら、時折寂しげな目を見せる。きうい始めとする子供たちとは、かつて同じ「ざくろの家」の一員であり、「颯兄ちゃん」と呼ばれ慕われていたが、後に「ざくろの家」を維持するために自ら望んで資産家の養子となった。

### ざくろの家
花の父親でりんごの祖父にあたる人物が、園長として身寄りのない子供たちを引き取って育てるために作った施設。しかしその後、後継者のないまま園長が急死したために、急遽娘の花が後継者となって運営を続けることになった。しかし経営状態は苦しく、借金取りが連日押しかけてくるような状況だったため、子供たちの1人であった颯が「ざくろの家」への寄付を条件に資産家の養子となることで事なきを得た。その後経営状態は改善され、新しい家も完成。子供たちは再び「ざくろの家」へと帰っていき、後にりんごも花や颯と共に働くこととなった。

## 書誌情報
- こはら裕子『ママ♥トラブル』小学館〈ちゃおコミックス〉2006年10月31日発売